# David Muñoz (cyclisme)
Pour les articles homonymes, voir Muñoz, David Muñoz et David Muñoz (homonymie).
Muñoz  Bañón est un nom espagnol. Le premier nom de famille, en général paternel, est Muñoz ; le second, en général maternel, souvent omis, est Bañón.
David Muñoz Bañón, né le 9 juin 1979 à Elx, est un ancien coureur cycliste espagnol.

## Palmarès et classements mondiaux

### Palmarès amateur
- 1995
  - 3e du championnat d'Espagne sur route cadets
- 1996
  - 4e étape de la Vuelta al Besaya
  - 2e de la Vuelta al Besaya
- 1999
  - 2e étape du Trofeo Diputacion de Alicante
  - 5e étape du Tour de la Bidassoa
  - 1re étape du Tour de Tolède
  - 3e étape du Tour de la Communauté aragonaise
  - 2e du Tour de Tolède
  - 3e du Trofeo Diputacion de Alicante
- 2000
  - 4e étape du Tour de la Bidassoa

### Palmarès professionnel
- 2002
  - 7e étape du Tour du Portugal
  - 3e du Trofeo Calviá
  - 3e du Trofeo Magalluf
  - 3e du Tour de l'Avenir
- 2005
  - 2e du Challenge de Majorque
  - 3e de la Clásica de Almería
- 2006
  - 3e étape du Tour du Trentin

### Résultats sur les grands tours

#### Tour de France
1 participation
- 2003 : 139e

### Classements mondiaux
| Année           | 2005 | 2006 | 2007 |
| --------------- | ---- | ---- | ---- |
| UCI Europe Tour | 146e | 273e | 324e |